# Grand lac Rideau
Pour les articles homonymes, voir Rideau (homonymie).
Le Grand Lac Rideau  (en anglais : Big Rideau Lake) est un lac situé dans la Province de l'Ontario au Canada. 
Le lac est à 72 kilomètres au sud ouest de la ville d'Ottawa, la capitale du Canada. 
Il mesure 32 kilomètres de long et 6 kilomètres de large. 
Le Lac fait partie du Canal Rideau et il est le Lac le plus large traversé par ce canal. En 2007 le Canal est nommé comme site du Patrimoine mondial de l'UNESCO. 
La ville de Portland, Ontario est située sur la rive sud du lac.